# Lynn Okamoto
Lynn Okamoto (jap. 岡本 倫, Okamoto Rin; * 1970) ist ein japanischer Mangaka.
Okamoto stammt aus der Präfektur Wakayama. Während seines Studiums arbeitete er für den Computerspieleentwickler Arc System Works. Anschließend ging er zu Bandai, wo er an der Entwicklung der Raising Sim Toki no Kuni no Elfenlied (時の国のエルフェンリート, Toki no Kuni no Erufenrīto) von 1997 beteiligt war. 2000 hatte er sein Debüt als Mangazeichner in der Mankaku-Sonderausgabe (漫革) des Magazins Gekkan Young Jump mit der Kurzgeschichte Elfen Lied über zwei Musiker.
Okamotos bekannteste Arbeit ist die Mangareihe Elfen Lied – die in keinen Zusammenhang zur gleichnamigen Kurzgeschichte steht –, die auch als Anime umgesetzt wurde. Von 2007 bis 2011 folgte mit Nononono ein Sportmanga über ein Mädchen, das olympisches Gold im Skispringen gewinnen will. Von 2012 bis 2016 folgte Brynhildr in the Darkness, bei dem Okamoto wieder zum SF-Horror-Genre von Elfen Lied zurückkehrt, sowie ähnlicher Grundhandlung. Das Werk handelt von einem Schüler, der eines Tages auf eine Gruppe von Mädchen mit übermenschlichen Fähigkeiten trifft, die aus einem geheimen Forschungslabor geflohen sind. Mit 18 Bänden ist dies sein längstes Werk. Elfen Lied, die Kurzgeschichtensammlung Lynn Okamoto: Short Story Collection als auch Brynhildr in the Darkness wurden in Deutschland von Tokyopop lizenziert. Seit 2017 erscheint Parallel Paradise, das die Dark Fantasy mit Body-Horror-Elementen Elfen Lieds und Brynhildrs mit Erotik, wie in Kimi wa Midara na Boku no Joō, vermischt.
Er lebt in der Präfektur Tokio.

## Werke
- Elfen Lied (エルフェンリート, Erufen Rīto) (2002–2005, 12 Bände)
- Lynn Okamoto: Short Story Collection (短編集 Flip Flap, Tampenshū Flip Flap) (2008 (Neuausgabe 2014), Doppelband), Kurzgeschichtensammlung:
  - Elfen Lied (エルフェンリート, Erufen Rīto; 2000)
  - Digitopolis (デジトポリス, Dejitoporisu; 2000)
  - MOL (2000)
  - Memoria (メモリア; 2002)
  - Carriera (カリエラ, Kariera; 2005)
  - Registrar (レジストラ, Rejisutora; 2006)
  - Allumage (アルマージュ, Arumāju; 2006)
  - Lime Yellow
  - Flip Flap
- Nononono (ノノノノ) (2007–2011, 13 Bände)
- Kimi to Kōkan (きみとこうかん) (2011, One Shot)
- Kimi wa Midara na Boku no Joō (君は淫らな僕の女王) (2012/2013/2017, 2 Bände), Text: Lynn Okamoto, Zeichnungen: Mengo Yokoyari
- Brynhildr in the Darkness (極黒のブリュンヒルデ, Gokukoku no Buryunhirude) (2012–2016, 18 Bände)
- Parallel Paradise (パラレルパラダイス, Parareru Paradaisu) (seit 2017, bisher 4 Bände)